# Juan Escutia, Oaxaca
Juan Escutia är en ort i Mexiko.   Den ligger i kommunen Heroica Ciudad de Tlaxiaco och delstaten Oaxaca, i den sydöstra delen av landet, 290 km sydost om huvudstaden Mexico City. Juan Escutia ligger 2 269 meter över havet och antalet invånare är 174.
Terrängen runt Juan Escutia är huvudsakligen kuperad, men åt sydväst är den bergig. Runt Juan Escutia är det ganska glesbefolkat, med 43 invånare per kvadratkilometer. Närmaste större samhälle är Heroica Ciudad de Tlaxiaco, 15,5 km nordost om Juan Escutia. I omgivningarna runt Juan Escutia växer huvudsakligen savannskog.